# Inazawa, Aichi
Inazawa (稲沢市 Inazawa-shi, Đạo Trạch) là một thành phố thuộc tỉnh Aichi, Nhật Bản. Thành phố được thành lập vào ngày 1 tháng 11 năm 1958.

## Sáp nhập
Vào ngày 1 tháng 4 năm 2005 các thị trấn Heiwa và Sobue đã được sáp nhập vào Inazawa. Trước khi sáp nhập, năm 2003, Inazawa có một dân số ước tính 101.031 người và mật độ 2.090 người/km². Diện tích cũ của Inazawa là 48,35 km².